# 哈爾貝克河
51°08′11″N 8°13′45″E / 51.136301°N 8.229114°E

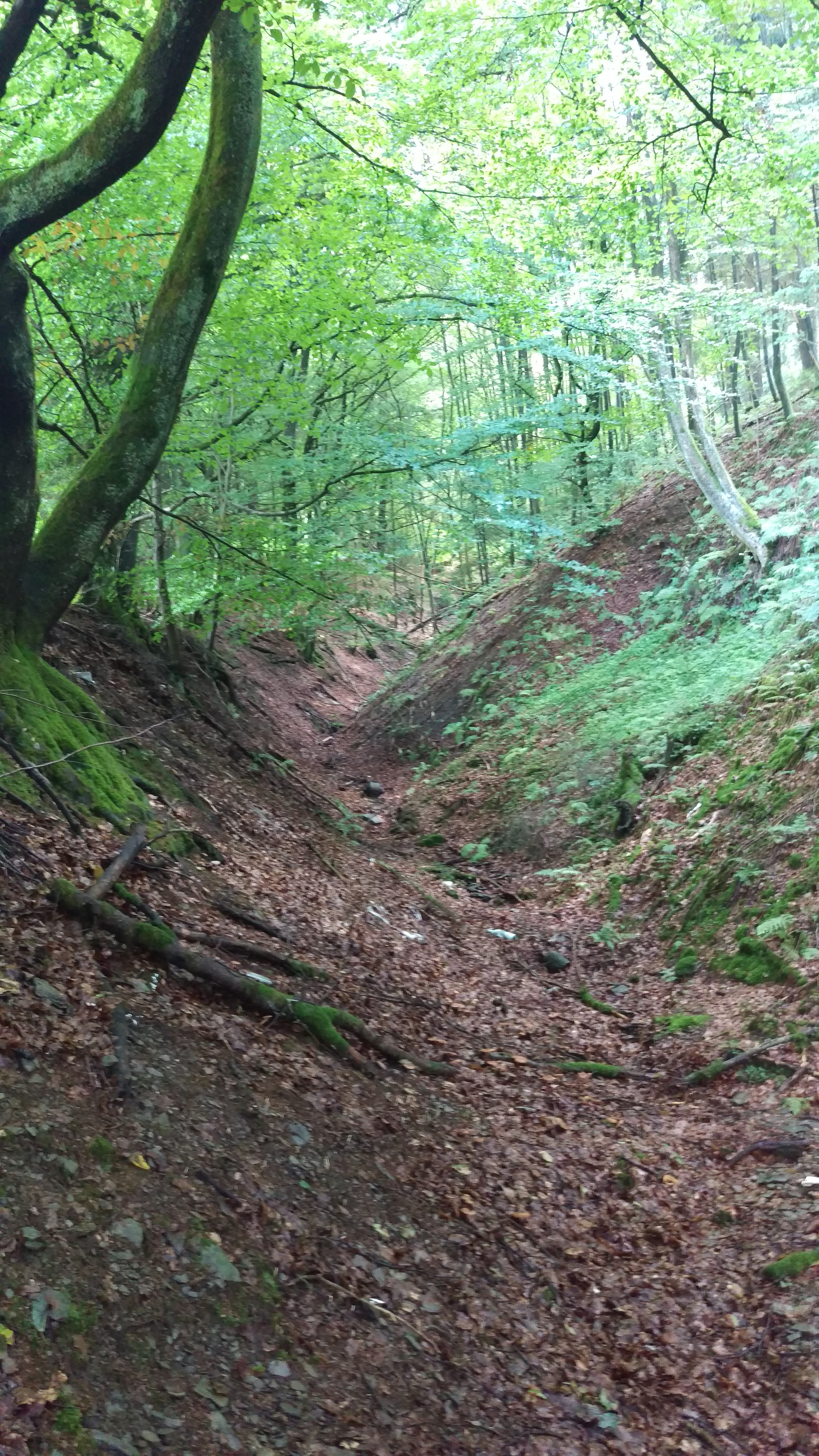

哈爾貝克河（德語：Harbecke），是德國的河流，位於該國西部，處於北萊茵-威斯特法倫州，屬於萊內河的支流，河道全長2.3公里，流域面積3.7平方公里，河畔城鎮有施馬倫貝格。